# 汉斯·安德松-特维林
汉斯·安德松-特维林（瑞典語：Hans Andersson-Tvilling，1928年7月15日—），瑞典男子冰球运动员。他曾代表瑞典参加1952年和1956年冬季奥林匹克运动会冰球比赛，获得一枚铜牌。